# Rhizophagus (grzyby)
Rhizophagus P.A. Dang. – rodzaj grzybów należący do rodziny Glomeraceae.

## Charakterystyka
W 2024 r. Index Fungorum wymienia 23 gatunki należące do rodzaju Rhizophagus. Są to grzyby podziemne tworzące mykoryzę arbuskularną z korzeniami roślin.

## Systematyka i nazewnictwo
Pozycja w klasyfikacji według Index Fungorum: Rhizophagus, Glomeraceae, Glomerales, Incertae sedis, Glomeromycetes, Incertae sedis, Glomeromycota, Fungi.
Takson utworzył w 1896 r. Pierre-Augustin Clement Dangeard. Synonimy:
- Rhizophagites Rosend. 1943
- Stigeosporium C. West 1916

Gatunki występujące w Polsce:
- Rhizophagus fasciculatus (Thaxt.) C. Walker & A. Schüßler 2010[5]